# 9545 Petrovedomosti
A 9545 Petrovedomosti (ideiglenes jelöléssel 1984 MQ) a Naprendszer kisbolygóövében található aszteroida. Tamara Mihajlovna Szmirnova fedezte fel 1984. június 25-én.